# Щука (байдарка)
Щука — тип туристической надувной байдарки, сконструированный в России в 1991 году (в серийном производстве с 1996 года). Существуют одноместные, двухместные, трёхместные и четырёхместные модели.
Один из типов надувных байдарок на ряду с советской «народной» байдаркой «Таймень», производящейся заводом ОКГ Байдарки («Таймень», в свою очередь, пришёл на смену байдаркам «Салют»).  За основу байдарки Щука была взята неудавшаяся байдарка Ласточка, сконструированная Уфимским заводом РТИ. Конструировали байдарку группа инженеров Уфимского заводом РТИ. Производитель байдарок Щука КБ Сталкер.

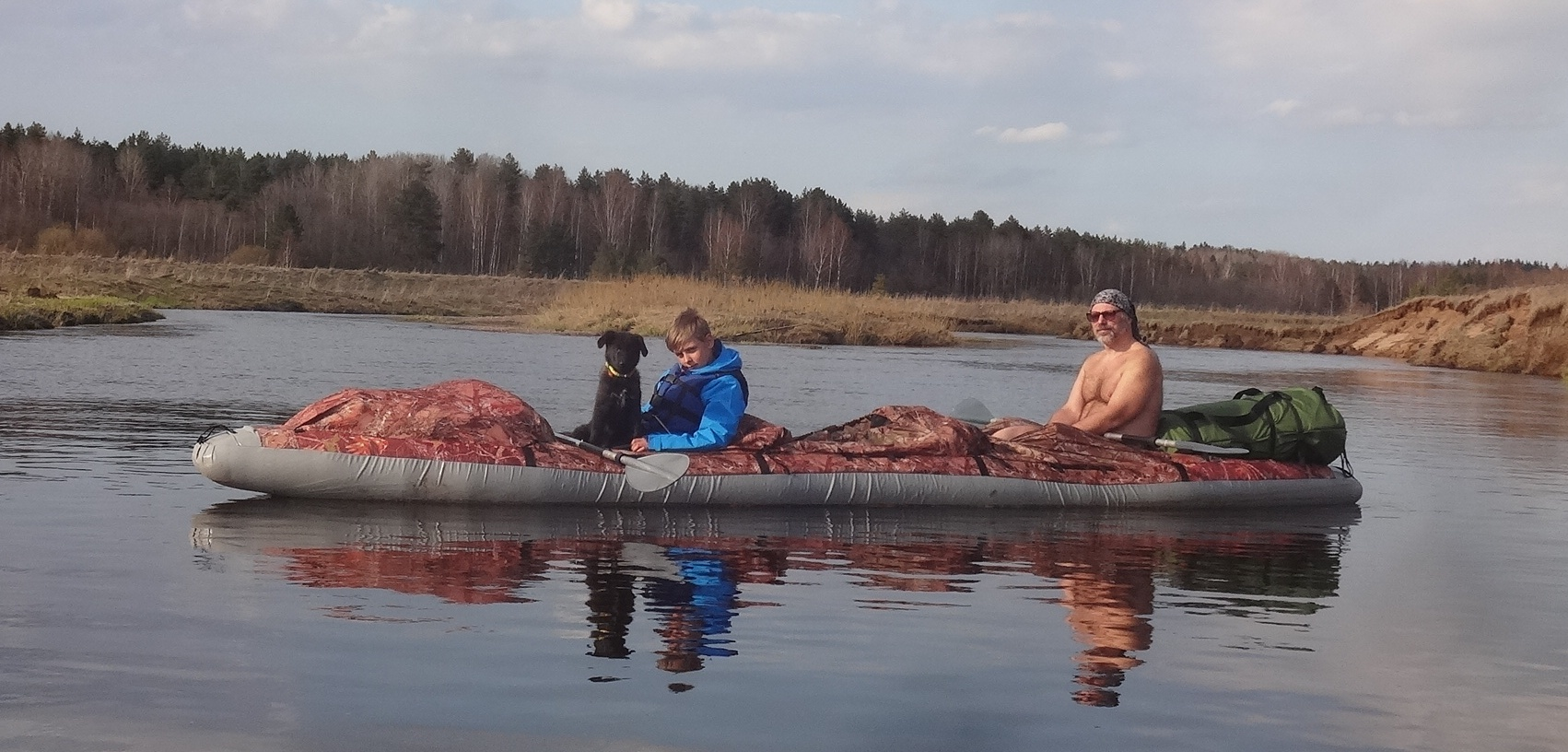
Байдарка Щука-3 (КБ Сталкер)

## Конструкция и особенности байдарок «Щука»
Байдарки «Щука», в отличие от «Салютов» и «Тайменей», не каркасные, а надувные (жесткими элементами в них являются только межбаллонные распорки). Они производятся из современных синтетических тканей, днище байдарки делается из тезы (тентовая ткань, покрытая ПВХ, 700-800г/м2), другие элементы корпуса из рюкзачной ткани (200 г/м2), надувные бортовые баллоны же создаются способом сварки, в основном, из ткани с полиуретановым покрытием.
Диаметр баллонов всех моделей 27 см (классическая «Щука»). Бортовые баллоны находятся в тканевых чехлах, между которыми имеются распорки (до 2004 г. — Х-образные, после — П-образные). Отделы для хранения снаряжения расположены под каждым сидением, а также перед каждым сидением сверху на деке (т. н. «карманы-наплывы»).
Сиденья представляют собой полосы ткани, пришитые над баллонами. Посадка гребцов высокая, что заметно облегчает греблю. Посадочные места оборудованы «юбками» для защиты от ветра, брызг и валов в порогах. Как и другие надувные байдарки, «Щуки» имеют малую осадку (10-15 см), удобную для мелководья.
Из недостатков «Щуки» — место под груз ограничено. Если «Щука» полностью занята людьми, груз должен быть специально упакован и занимать определённые места для хранения. Также следует отметить свойственную надувным лодкам курсовую неустойчивость, которая может быть устранена установкой руля.

## Материалы баллонов, днища и тканевых деталей
По словам конструктора, в первый год серийного производства надувные баллоны для «Щуки» изготавливались из ПВХ, но из-за частого появления микродефектов от него пришлось отказаться.
Далее, в 1997—2004 годах для «Щук» использовались баллоны из ПУ-ткани ткани «Каррингтон» второго сорта, с 2004 года — из аналогичной ткани «Ламкотек» (англ. Lamcotec), с 2013 г. — «EREZ». Изготовление баллонов из ПВХ и второсортного «Каррингтона» на первом этапе производства «Щуки» изрядно портило её репутацию.
В 2004—2009 г. баллоны опционально изготавливались из дешёвой и лёгкой многослойной полиэтилен-полиамидной (ПА-ПЭ) плёнки. Однако в 2009г этот материал был признан производителем недостаточно надёжным и с тех пор используется только для изготовления мелких надувных деталей в аксессуарах.
Поиск альтернативных дешёвых и лёгких материалов для баллонов (а также, днища и тканевых деталей) продолжается. В частности, в 2017 г. производитель объявил о получении лёгкой тезы для днища (500 г/м2) и образца надёжной ПЭТ-ПА-ПЭ-плёнки для баллонов и анонсировал закупку специальной ткани для замены рюкзачных тканей (100 г/м2). Однако сообщение о ПЭТ-ПА-ПЭ-плёнке в 2018 г. было денонсировано из-за брака первой партии этого материала.

## Типы байдарок «Щука»
Серийно производятся 4 типа байдарок «Щука»: Щ1, Щ2, Щ3 и Щ4.
| Наименование | Вместимость, чел. | Вес, кг | Грузо -подъемность, кг | Длина, м | Ширина, см | Высота борта (d баллона), см |
| ------------ | ----------------- | ------- | ---------------------- | -------- | ---------- | ---------------------------- |
| Щ1           | 1                 | 8       | 200                    | 3.2      | 85         | 27                           |
| Щ2           | 2                 | 10.5    | 300                    | 4.2      | 85         | 27                           |
| Щ3           | 3                 | 13      | 400                    | 5.2      | 85         | 27                           |
| Щ4           | 4                 | 15.5    | 500                    | 6.2      | 85         | 27                           |

## История создания и производства
Сотрудники Уфимского завода РТИ в 1991 году спроектировали опытный образец надувной байдарки, состоящей из двух бортовых баллонов, соединённых днищем (снизу) и декой (сверху), и раздвигаемых специальными распорками. Они пытался создать альтернативу популярным каркасным байдаркам, уменьшив вес. В 1993 году был сделан более удачный вариант такой конструкции. С середины 1990-х годов начато производство для широкого круга покупателей под названием "Щука". 
Идея сделать альтернативу советским каркасным байдаркам надувными не была оригинальной: за 2 года до этого фирма «Рафтмастер» вышла на рынок с надувным каноэ «Егерь». Однако эта модель была относительно тяжелой, тихоходной и дорогой, и впоследствии была заменена другими конструкциями.
Байдарки Щука стали популярными из-за низкого веса, повышенного удобства (карманы для вещей на деке и защитные «юбки»), относительной быстроходности (почти как у каркасных байдарок) и свойственной надувным конструкциям «живучести» в порогах.
К 2003 году было выпущено свыше двух тысяч байдарок «Щука».

### Подделки
Официальный сайт КБ Сталкер (stalker-lib.ru) по данным https://www.nic.ru/ был зарегистрирован 20 апреля 2011 года, а сайты с подделками только спустя 8 лет. По этим данным можно отличить официальный сайт.   